# The Emperor's New Groove
The Emperor's New Groove (bra: A Nova Onda do Imperador; prt: Pacha e o Imperador) é um filme de animação estadunidense, o 50º animado dos Clássicos Disney, produzido pela Walt Disney Feature Animation. Foi dirigido por Mark Dindal, produzido por Randy Fullmer e escrito por David Reynolds.

## Elenco
- David Spade como Kuzco, o sarcástico e mimado imperador do Império Inca. No Brasil, Selton Mello.[6]
- John Goodman como Pacha, um gentil e carinhoso chefe de vilarejo. No Brasil, Humberto Martins.[6]
- Eartha Kitt como Yzma, a ex-conselheira de Kuzco, que afirma que "praticamente o criou". Ela também é incrivelmente vaidosa, arrogante, manipuladora, diabólica e egoísta. No Brasil, Marieta Severo.[6]
- Patrick Warburton como Kronk, o capanga sonso e musculoso de Yzma. No Brasil, Guilherme Briggs.[7]
- Wendie Malick como Chicha, a esposa grávida de Pacha. No Brasil, Izabel Lira.[8]
- Bob Bergen como Bucky, o Esquilo, o companheiro animal de Kronk.
- Tom Jones como o Cara da Canção-Tema, o cantor pessoal de música-tema de Kuzco.
- Patti Deutsch como Matta, uma garçonete.
- John Fiedler como Rudy, um gentil senhor idoso.
- Joe Whyte como o Escrivão Real, um oficial encarregado de encontrar uma esposa para Kuzco.

## Produção

### Kingdom of the Sun
"Kingdom of the Sun foi uma experiência de partir o coração para mim. Dei quatro anos do meu coração e de minha energia para aquele filme... Estava criando um "épico", misturando elementos de aventura, comédia, romance e misticismo. O chefe da Disney Features à época estava com medo de que estivéssemos fazendo, em sua opinião, muitos filmes parecidos. Ele também não estava confortável com os aspectos espirituais e culturais (dos Incas) no filme. Assim, ele decidiu fazer uma simples comédia pastelão... Será que teria funcionado, caso tivéssemos tido mais tempo? Espero que sim, mas nunca dá para saber dessas coisas."

Roger Allers, refletindo sobre história conturbada de Kingdom of the Sun.
A ideia de Kingdom of the Sun foi concebida por Roger Allers e Matthew Jacobs, e o desenvolvimento do projeto começou em 1994. Ao sugerir o projeto para o CEO e presidente da Disney na época Michael Eisner, Allers lembrou que Eisner disse: "ele tem todos os elementos de um filme clássico da Disney," e por causa de seu sucesso dirigindo O Rei Leão no mesmo ano, Eisner deu a Allers liberdade tanto com o elenco e o enredo. Em janeiro de 1995, a revista Variety informou que Allers estava trabalhando em "uma história original com temática Inca".
Em 1996, a equipe de produção viajou para Machu Picchu, no Peru, para estudar artefatos Inca, bem como a arquitetura e a paisagem na qual este império foi criado.
Kingdom of the Sun seria a história de um imperador ganancioso e egoísta  (dublado por David Spade), que encontra um camponês (dublado por Owen Wilson) que se parece com ele. O imperador troca de lugar com o camponês para escapar de sua vida entediante e divertir-se, como o romance  O Príncipe e O Mendigo, de Mark Twain. No entanto, a bruxa Yzma tem planos para convocar o deus do mal Supai e destruir o sol para que ela possa manter sua juventude para sempre (o sol dá-lhe as rugas, então ela supõe que viver num mundo de escuridão iria impedi-la de rugas). Ao descobrir a mudança entre o príncipe e o camponês, Yzma transforma o verdadeiro imperador em uma lhama e ameaça revelar a identidade do camponês, ao menos que ele a obedece. O imperador-lhama aprende humildade em sua nova forma, e chega até a se apaixonar por uma pastora de lhamas chamada Mata (dublada por Laura Prepon).[carece de fontes?]  Em conjunto, a menina e a lhama decidem desfazer os planos da bruxa. O livro Reel Views 2 diz que o filme teria sido uma "comédia romântica musical no 'tradicional' estilo Disney".
Depois que os desempenhos de bilheteria de Pocahontas e O Corcunda de Notre Dame ficaram abaixo do esperado, executivos do estúdio sentiram que o projeto estava ficando ambicioso e sério demais para o público e que, depois de exibições preliminares, precisava de mais comédia. No início de 1997, o produtor Randy Fullmer contactou Mark Dindal, que tinha acabado de terminar Cats Don't Dance, e ofereceu-lhe co-direção em Kingdom of the Sun. Enquanto isso, Allers pessoalmente chamou Sting, na esteira do sucesso de Elton John com a trilha sonora de O Rei Leão, para compor várias canções para o filme. Ele concordou, mas com a condição de que a sua esposa cineasta Trudie Styler pudesse "documentar o processo de produção". Juntamente com o colaborador David Hartley, Sting havia composto oito músicas intimamente ligadas com o enredo e personagens originais. Este filme, que foi eventualmente intitulado The Sweatbox, foi feito pela Xingu Films (sua própria empresa de produção).
No verão de 1997, foi anunciado que Roger Allers e Mark Dindal seriam diretores do filme e Randy Fullmer seria produtor. David Spade e Eartha Kitt haviam sido confirmados como a voz do imperador, de Manco, e da vilã, enquanto Carla Gugino estava em negociações para um papel. Harvey Fierstein também foi escalado como Hucua, ajudante de Yzma.
No verão de 1998, era evidente que Kingdom of the Sun não estava avançado o suficiente em produção para ser lançado no verão de 2000, conforme o planejado. Neste momento, um dos executivos da Disney supostamente teria entrado no escritório de Randy Fullmer e, colocando seu polegar e o dedo indicador a meio centímetro de distância, afirmou que "só falta isso para seu filme ser cortado." Fullmer foi falar com Allers, e informou-o da necessidade de concluir o filme a tempo para o lançamento no verão de 2000, pois acordos cruciais com McDonald's, Coca-Cola e outras empresas já estavam estabelecidos e dependiam de alcançar aquela data de lançamento. Allers reconheceu que a produção estava atrasada, mas estava confiante de que, com uma extensão de seis meses a um ano, ele poderia concluir o filme. Quando Fullmer negou o pedido de prorrogação de Allers, o diretor decidiu deixar o projeto. Em 23 de setembro de 1998, o projeto foi cancelado, tendo tido custos de produção no montante de 25-30 milhões de dólares e vinte e cinco por cento do filme animado.

### Revisão da produção e reescrita do roteiro
Chateado que Allers havia deixado o projeto, Michael Eisner supostamente deu a Fullmer duas semanas para salvar o filme ou produção teria de ser encerrada. Fullmer e Dindal pararam a produção por seis meses para reformular o projeto, dando-lhe o novo título de Kingdom in the Sun, tornando-se a primeira animação da Disney a ter uma extensa revisão desde Pinóquio. Enquanto isso, depois da sugestão de Eric Goldberg para o segmento Rhapsody in Blue em Fantasia 2000, os animadores foram realocados para trabalhar no segmento. Nesse ínterim, Chris Williams, que foi artista de storyboard durante Kingdom of the Sun, teve a ideia de fazer Pacha um personagem mais velho ao invés do adolescente que ele era na história original. Na mesma linha desta ideia nova, o roteirista de comédia David Reynolds afirmou, "sugeri uma comédia simples, que era basicamente uma buddy comedy com dois caras sendo perseguidos no estilo de um curta de Chuck Jones, mas num ritmo mais acelerado. A Disney disse: 'Pode tentar.' Uma das novas adições à história revisada foi o ajudante de Yzma, Kronk, que roubou a cena. Enquanto isso, o nome Manco foi alterado para Kuzco depois da descoberta de Fullmer que omanco era uma gíria japonesa para vagina. Devido, em parte, ao encerramento da produção, Sting começou a ter conflitos de agenda com a sua carreira de compositor, interferindo com o seu trabalho em seu próximo álbum, que ele estava planejando gravar na Itália. "Eu escrevo a música e, em seguida, eles deveriam animá-la, mas há constantes mudanças sendo feitas. Está constantemente sendo alterado," admitiu o cantor e compositor, mas "estou gostando." Por causa do encerramento, o filme de Dinossauro animado em CGI assumiu o a data de lançamento do verão de 2000, originalmente programada para Kingdom of the Sun.
Andreas Deja se recusou a voltar para o filme, observando que sua versão mais séria de Yzma era incompatível com o tom mais amalucado e cômico do filme e mudou-se para Orlando, Flórida para trabalhar em Lilo & Stitch. O animador Dale Baer iria substituir Deja como o chefe de animação de Yzma. Fulmer informaria Sting por telefone de que suas canções, relacionadas a determinados cenas e personagens que não estavam mais no projeto, tiveram de ser abandonadas. Ressentido sobre a remoção de suas canções, o músico pop comentou que "No início, eu estava irritado e perturbado. Depois, queria um pouco de vingança." A Disney finalmente concordou em permitir que três das seis músicas excluídas fossem incluídas como faixas bônus no álbum da trilha sonora, tais como Yzma do vilão música intitulada "Snuff Out the Light", a canção de amor intitulada "One Day She'll Love Me", e um número de dança chamado "Walk the Llama Llama". Os elementos do enredo como o romance entre o pastor de lhamas Pacha e Nina, a prometida de Manco, o plano de capturar o sol da vilã, semelhanças com histórias na veia de O Príncipe e o Mendigo e mitologia Inca foram retiradas. O personagem Hucua também foi descartado da história. Contudo, ele fez uma aparição como o suporte de vela durante a cena do jantar no filme terminado. Kuzco – que era um personagem coadjuvante na história original – eventualmente tornou-se o protagonista.
No verão de 1999, os membros do elenco Owen Wilson, Harvey Fierstein, e Trudie Styler foram retirados do filme. Eartha Kitt e David Spade permaneceram no elenco, Dindal comentou, "E, em seguida, John Goodman e Patrick Warburton (que fez o papel de Puddy, namorado de Elaine na série Seinfeld) se juntaram ao elenco." Após as músicas de Sting para Kingdom of the Sun terem sido excluídos da nova história, Sting permaneceu no projeto, embora tenha-lhe sido dito pelo estúdio que "Tudo o que queremos é uma canção para o começo e uma para o fim." A canção "Perfect World", foi criada "para abrir o filme com um número musical grande e divertido, que estabelecesse o poder de Kuzco e mostrasse como ele controlava o mundo", de acordo com presidente longa-metragens animados Thomas Schumacher. Os cineastas haviam pedido a Sting que cantasse a música para o filme, mas Sting se recusou, dizendo-lhes que ele estava velho demais para cantá-la e que eles devem encontrar alguém mais jovem. Em vez disso, eles usaram Tom Jones, que era onze anos mais velho do que Sting.
Em fevereiro de 2000, o novo filme foi anunciado como The Emperor's New Groove com a nova história centrada em um mimado imperador Inca – dublado por David Spade – que, por várias reviravoltas, acaba aprendendo o significado da verdadeira felicidade com um pobre camponês, interpretado por John Goodman. A data de lançamento estava prevista para dezembro de 2000. Apesar do título, o filme não tem nenhuma relação com o conto clássico A Roupa Nova do Rei, do dinamarquês Hans Christian Andersen (apesar de ambos envolverem um imperador que está sendo enganado). No entanto, Eisner estava preocupado que a nova história estava muito perto do tom de Hércules, cujo desempenho havia sido decente, mas abaixo das expectativas na bilheteria estadunidense. Dindal e Fullmer asseguraram-lhe que The Emperor's New Groove, como o filme era chamado agora, teria um elenco bem menor, tornando mais fácil de envolver o público. Ao final da produção, o fim original do filme Kuzco construía seu parque de diversões Kuzcotopia noutra colina destruindo uma floresta perto da casa de Pacha, e convidando Pacha e sua família para visitar. Horrorizado com este final, Sting comentou que "escrevi-lhes uma carta e disse: 'Você façam isso e eu me demito, porque isso é exatamente o oposto do que eu defendo. Passei 20 anos tentando defender os direitos dos povos indígenas e vocês estão simplesmente marchando por cima deles para construir um parque temático. Eu não serei parte disto." No final reescrito, Kuzco constrói uma cabana semelhante a de Pacha e passa suas férias entre os camponeses.

### Designe animação
Durante a produção de Kingdom of the Sun, Andreas Deja foi o supervisor de animação inicial de Yzma e incorporou poses de supermodelos publicadas em revistas para capturar a persona ardente e sedutora de Yzma.[carece de fontes?]  Nik Ranieri iria ser, originalmente, o supervisor de animação para o ajudante de Yzma, Hucua. Durante a viagem de pesquisa ao Peru em 1996, Ranieri reconheceu que "eu estava pesquisando um personagem que parecia uma rocha, então fiquei preso desenhando rochas durante toda a viagem. Daí, quando voltamos, eles enfiaram essa história sobre os antigos Incas." Mark Pudleiner seria o supervisor de animação da prometida de Kuzco, Nina.[carece de fontes?]  No início de 1997, David Pruiksma se juntou á produção para animar a lhama Snowball. De acordo com Pruksma, Snowball era "um personagem bobo, vaidoso e egocêntrico, pode-se dizer que a loira burra das lhamas. Gostei muito de desenvolver o personagem e também de fazer alguns testes preliminares de animação. Antes de sair do filme (e, ao final, foi arquivado), eu criei estudos de personagens não só para Snowball, mas para todo o restante do rebanho de sete lhamas e para Kuzco como Lhama." Quando a produção do filme foi dada como encerrada, Pruiksma transferiu-se para trabalhar em Atlantis: The Lost Empire, que foi desenvolvido concomitantemente e, por fim, os personagens de lhama foram retirados da história.
Logo depois da revisão de produção e das tentativas do estúdio de fazer mais animações eficientes em matéria de custo, Mark Dindal pediu por "uma abordagem mais simples que enfatizasse os personagens ao invés de efeitos especiais esmagadores ou técnicas cinematográficas." Por conta da subsequente saída de Deja, o animador Dale Baer herdou a personagem Yzma. Utilizando os gestos de Eartha Kitt durante as sessões de gravação, Baer comentou que "ela tem uma voz natural para animação e realmente entrou no papel. Ela gesticulava loucamente e era divertido simplesmente observá-la. Ela chegava em cada sessão quase série e bastante professional e, de repente, ela ficava louca e começava a rir." Mais tarde, foi pedido a Ranieri que fosse o supervisor de animação de Kuzco (tanto humano como lhama), embora ele fosse admitir que, a princípio, descobriu que Kuzco "tinha um lado diferente, havia muito potencial para comédia e, como personagem, ele passava por um arco." Pudleiner também foi redistribuído para trabalhar como animador na versão humana de Kuzco. Além de se inspirar em David Spade durante as sessões de gravação, o time de animação de Kuzco estudou lhamas no zoológico, visitou uma fazenda de lhamas, observou documentários sobre natureza e até mesmo observou animais de perto quando ele vieram para uma visita ao estúdio. Para a versão reescrita de Pacha, o animador Bruce W. Smith observou que "Pacha é, provavelmente, o mais humano de todos os personagens," e foi além, dizendo que ele "tem mais gestos e traços realísticos, que servem de contraste com a lhama cartunesca com a qual ele anda. Ele é o cara pé-no-chão que funciona como centro. Por ser um cara grande de 1,98m e 113kg, tivemos que trabalhar duro para dar uma sensação de peso e verossimilhança em sue movimento."
A animação de fato começou em 1999, envolvendo 400 artistas e 300 técnico e pessoal de produção. Fora do prédio do estúdio da Walt Disney Animation em Burbank, California, animadores da Walt Disney Feature Animation Florida e da Disney Animation France auxiliaram na produção de The Emperor's New Groove. Durante os últimos dezoito meses de produção, uma equipe de 120 animadores de clean-up pegaram uma desenho na célula de animação do departamento de animação, colocavam um novo papel sobre a imagem para desenhar um nova imagem, mais limpa e melhorada. "Nós somos, basicamente, os designers finais," disse a supervisora de clean-up Vera Pacheco, cuja equipe trabalhou em mais de 200.000 desenhos para The Emperor's New Groove.

## Lançamento
Depois que a data de lançamento mudou para o inverno de 2000, semelhanças foram notadas entre o filme e a animação O Caminho para El Dorado, da DreamWorks Animation. Marc Lument, um artista de desenvolvimento visual que trabalhou em El Dorado, disse que "Foi, de fato, uma corrida, e Katzenberg queria que o nosso fosse lançado primeiro que o deles." Lument também acrescentou que "Não sabíamos exatamente o que eles estavam fazendo, mas tínhamos a impressão de que seria bem parecido. Quem quer que ficasse em segundo lugar teria de encarar a impressão de ter copiado o outro." Fullmer e Dindal negaram as similaridades e o este comentou "Esta versão [The Emperor's New Groove] já estava bem adiantada quando aquele filme foi lançado," e, depois, acrescentou "No início, quando nosso filme se tornou bem cômico, todos sentimos que não se pode fazer uma farsa sobre um grupo específico de pessoas sem que zombássemos de nós mesmos. Isto não pareceu uma escolha apropriada para os Incas ou qualquer outro grupo. Era mais uma fábula."
A campanha de marketing para The Emperor's New Groove foi, relativamente, contida, dado que a Disney optou por promover fortemente o lançamento de 102 Dalmatians, que foi lançado durante o dia de Ação de Graças. Não obstante, o filme foi acompanhado de seis brinquedos de Kuzco, Kuzco como lhama, Pacha, Yzma, Yzma como gata e Kronk, que vieram no McLanche Feliz na América do Norte. Os brinquedos europeus, asiáticos e australianos de 2001 foram diferentes do conjunto norte-americano. Bichos de pelúcia também foram feitos e vendidos em lugares como a Disney Store. O trailer de Atlantis: The Lost Empire foi mostrado antes do filme em outubro de 2000.

### Home media
As versões padrão em VHS e DVD foram lançadas em 1 de maio de 2001, assim como uma "Coleção de Colecionador com 2 discos" que incluía extras como o clipe de Sting para a música "My Funny Friend and Me", um clipe da banda Rascal Flatts para a música "Walk the Llama Llama", comentário dos cineastas, um jogo para todas as idades com o elenco do filme, uma cena deletada, entre outros. Diferente do desempenho na bilheteria de cinema, o filme saiu-se bem na versão home video, tornando-se o lançamento deste tipo mais vendido de 2001. Em setembro de 2001, foi divulgado que 6 milhões de unidades VHS haviam sido vendidas, totalizando cerca de US$ 9 milhões em receita, enquanto que a versão DVD vendeu o dobro deste número. A receita geral ficou na média de US$ 125 milhões de acordo com a Adams Media Research.
Em 18 de outubro de 2005, a Disney re-lançou uma edição especial de um disco chamada "The New Groove Edition". Em 11 de junho de 2013, a empresa remasterizou digitalmente o filme e lançou-o em Blu-ray numa embalagem com dois filmes, contendo, além do filme original, sua continuação direct-to-video, Kronk's New Groove. Em seu primeiro fim de semana, esta versão vendeu 14 000 blu-rays, arrecadando US$ 282 000.

## The Sweatbox
The Sweatbox é um documentário que narra a tumultuosa colaboração de Sting e David Hartley com os estúdios Disney para compor seis canções para Kingdom of the Sun. O documentário traz entrevistas com os diretores Roger Allers e Mark Dindal, o produtor Randy Fullmer, Sting (cuja esposa, Trudie Styler, dirigiu o documentário), artistas de história da Disney e também mostra a consternação do elenco com a nova direção que o filme estava tomando. Não se acredita que a Disney tenha se oposto ao documentário, tendo o executivo de animação da empresa, Thomas Schumacher, que havia visto a filmagem, comentado: "Acho que vai ser ótimo!"
O filme estreou no Festival Internacional de Cinema de Toronto em 2002, mas passou praticamente despercebido pelo público desde então. A Disney tem os direitos autorais, mas nunca o lançou oficialmente. Em março de 2012, uma workprint do documentário foi vazada online e colocada no YouTube por um cartunista do Reino Unido, antes que fosse, finalmente, retirada de circulação. Desde 2015, algumas cenas do filme podem ser vistas na versão home video, incluindo um vídeo por trás das cenas e o making of de "My Funny Friend and Me".

## Adaptação e continuação
Em abril de 2005, foi anunciado que o DisneyToon Studios estava produzindo uma continuação direct-to-video intitulada Kronk's New Groove, lançada em 13 de dezembro de 2005, cujo lançamento coincidiu com a estreia da série de televisão no Disney Channel. O filme é baseado na série animada The Emperor's New School.

## Recepção

### Bilheteria
Em seu fim de semana de estreia, The Emperor's New Groove abriu em quarto lugar, angariando cerca de 10 milhões de dólares, atrás de fortes competidores como What Women Want, Dude, Where's My Car? e How the Grinch Stole Christmas. Ao todo, o filme angariou 89 302 687 de dólares na bilheteria americana e mais 80 025 000 de dólares mundialmente, totais este menores do que a maioria das produções da Disney Feature Animation lançados nos anos 90.
Por conta de seu cenário pré-columbiano e tom latino americano, a Disney gastou 250 000 de dólares em sua campanha de marketing para o mercado latino americano, lançando cópias do filme tanto em inglês como em espanhol em dezesseis cinemas em áreas densamente populadas por latinos na cidade de Los Angeles, California, em contraste com o lançamento de cópias dubladas ou legendadas de seus prévios filmes animados em mercados estrangeiros. Em janeiro de 2001, depois de dezenove dias do lançamento geral, as cópias dubladas em espanhol foram retiradas dos cinemas, pois os latino-americanos optaram por assistir as cópias dubladas no idioma original, cujo retorno foi, em média, de 571 000 dólares em comparação com os 96 000 dólares das cópias dubladas em espanhol.

### Resposta da crítica
No site Rotten Tomatoes, o filme recebeu um escore de aprovação de 85% Certified Fresh, baseado em 128 resenhas com uma média de 7.1/10. O consenso da crítica do site é de que "The Emperor's New Groove não é uma animação ambiciosa, mas seu ritmo acelerado, personagens diferentes e grandes risadas o tornam um grande passatempo para toda a família." No site Metacritic, o filme atingiu um escore de 70 de um total de 100 pontos baseado em 28 críticos, indicando "resenhas geralmente favoráveis". Muitos críticos consideram o filme, de maneira geral, uma dos melhores da Disney da era pós-Renascença e também um de seus mais engraçados.
Roger Koehler, escrevendo para a Variety, comentou que o filme "pode não ter o sucesso de muitos dos filmes infantis do estúdio, mas será lembrado como o filme que estabeleceu uma nova atitude nas salas do departamento de animação da Disney." Roger Ebert, escrevendo sua resenha para o Chicago Sun-Times, deu ao filme 3 (de 4) estrelas, caracterizando o filme como "uma comédia pastelão com o nível de atenção de Donald Duck", o que é diferente do que se costuma ver em longas de animação. Ebert continua, acrescentando que "o filme não tem o brilho técnico de Tarzan, mas é um lembrete de que a clássica aparência dos curtas é um estilo querido." A crítica Lisa Schwarzbaum, da Entertainment Weekly, deu-lhe uma nota B+, descrevendo-o como um "filme de família moderno, engraçado, em grande parte não-musical, e decididamente não-épico, que acaba por ser menos uma jornada do herói do que um encontro de mentes no estilo sitcom." Escrevendo para o The Austin Chronicle, Marc Savlov deu ao filme 2/5 estrelas, observando que o filme "sofre de um caso persistente de backsliding narrativo que faz com que os membros mais velhos do público anseiem pelo tempos de anões, donzelas e maçãs envenenadas da antiga Disney e os mais novos se contorçam em suas cadeiras." Savlov continua, expressando seu descontentamento com o filme em comparação com Tarzan, que havia estreado no ano anterior, escrevendo que "também é uma pequena decepção, sem nenhuma grande e eufórica demonstração visual." O crítico Bob Strauss reconheceu que o filme é "engraçado, frenético e colorido o suficiente para manter os pequenos distraídos por seus curtos, porém esticados 78 minutos", embora "haja muito pouco para a família, além da boa atuação, algumas piadas impressionantes e interessantes e os elementos do design inspirados pelos Inca." Strauss apontou a enorme revisão da história como o problema principal.

### Prêmios e nomeações
| Ano  | Prêmio                               | Categoria                                               | Vencedores e nomeados                       | Resultados |
| ---- | ------------------------------------ | ------------------------------------------------------- | ------------------------------------------- | ---------- |
| 2001 | Satellite Awards                     | Melhor filme de animação                                | The Emperor's New Groove                    | Indicado   |
| 2001 | Satellite Awards                     | Melhor canção original                                  | "My Funny Friend and Me"                    | Indicado   |
| 2001 | Globo de Ouro                        | Melhor canção original                                  | "My Funny Friend and Me"                    | Indicado   |
| 2001 | Annie Awards                         | Melhor filme de animação                                | The Emperor's New Groove                    | Indicado   |
| 2001 | Annie Awards                         | Direção em uma rodução de longa-metragem                | Mark Dindal                                 | Indicado   |
| 2001 | Annie Awards                         | Escrita em uma produção de longa-metragem               | Mark Dindal, Chris Williams, David Reynolds | Indicado   |
| 2001 | Annie Awards                         | Storyboarding em uma produção de longa-metragem         | Stephen J. Anderson, Don Hall               | Indicado   |
| 2001 | Annie Awards                         | Design de produção em uma produção de longa-metragem    | Colin Stimpson                              | Indicado   |
| 2001 | Annie Awards                         | Desenho de personagem em uma produção de longa-metragem | Dale Baer                                   | Venceu     |
| 2001 | Annie Awards                         | Dublagem em uma produção de longa-metragem              | Eartha Kitt                                 | Venceu     |
| 2001 | Annie Awards                         | Dublagem em uma produção de longa-metragem              | Patrick Warburton                           | Indicado   |
| 2001 | Annie Awards                         | Música em uma produção de longa-metragem                | Sting, David Hartley                        | Venceu     |
| 2001 | Annie Awards                         | Trilha sonora em uma produção de longa-metragem         | John Debney                                 | Indicado   |
| 2001 | Óscar                                | Melhor canção original                                  | "My Funny Friend and Me"                    | Indicado   |
| 2001 | Phoenix Films Critics Society Awards | Melhor canção                                           | "My Funny Friend and Me"                    | Venceu     |
| 2001 | Phoenix Films Critics Society Awards | Melhor filme de animação                                | The Emperor's New Groove                    | Indicado   |
| 2001 | Phoenix Films Critics Society Awards | Melhor filme para a família                             | The Emperor's New Groove                    | Indicado   |
| 2001 | Las Vegas Critics Society Awards     | Melhor filme para a família                             | The Emperor's New Groove                    | Indicado   |
| 2001 | Las Vegas Critics Society Awards     | Melhor canção                                           | "My Funny Friend and Me"                    | Indicado   |
| 2002 | Grammy Award                         | Melhor canção escrita para mídia visual                 | "My Funny Friend and Me"                    | Indicado   |

## Música
Na versão dublada para português do Brasil, as canções de The Emperor's New Groove foram cantadas por Ed Motta. Esta foi a terceira vez que o cantor brasileiro participou de um desenho da Disney. As anteriores foram em Tarzan e O Corcunda de Notre Dame.